# Окраска по Шморлю I
Окраска по Шморлю I — гистологическая окраска для выявления восстанавливающих агентов в ткани. При использовании этого метода липофусцин и меланин окрашиваются в темно-синий цвет. Кроме того, положительную реакцию дают аргентаффинные гранулы, а также ткани, содержащие активные SH-группы; в разные оттенки синего также окрашивается кератин, кератогиалин, коллоид щитовидной железы. Ядра приобретают красный цвет.

При окраске протекает реакция 
 с образованием берлинской лазури.

## Этапы
- Фиксация материала в формалине, заливка парафином и получение срезов в микротоме.
- Депарафинизация.
- Промывание срезов в дистиллированной воде.
- Помещение срезов на 5 — 20 мин в реакционную смесь.
- Промывание срезов в проточной воде.
- Окраска по Ван Гизону (противоокраска).
- Быстрое обезвоживание в спиртах возрастающей концентрации, проведение через ксилол, заключение в канадский бальзам.

## Состав красителя
- 30 мл 1%-го хлорида железа (II)
- 4 мл 1%-го гексацианоферрата (III) калия
- 6 мл дистиллированной воды.

Использовать в течение 30 минут.